# Kingston (Île de Wight)
Pour les articles homonymes, voir Kingston.

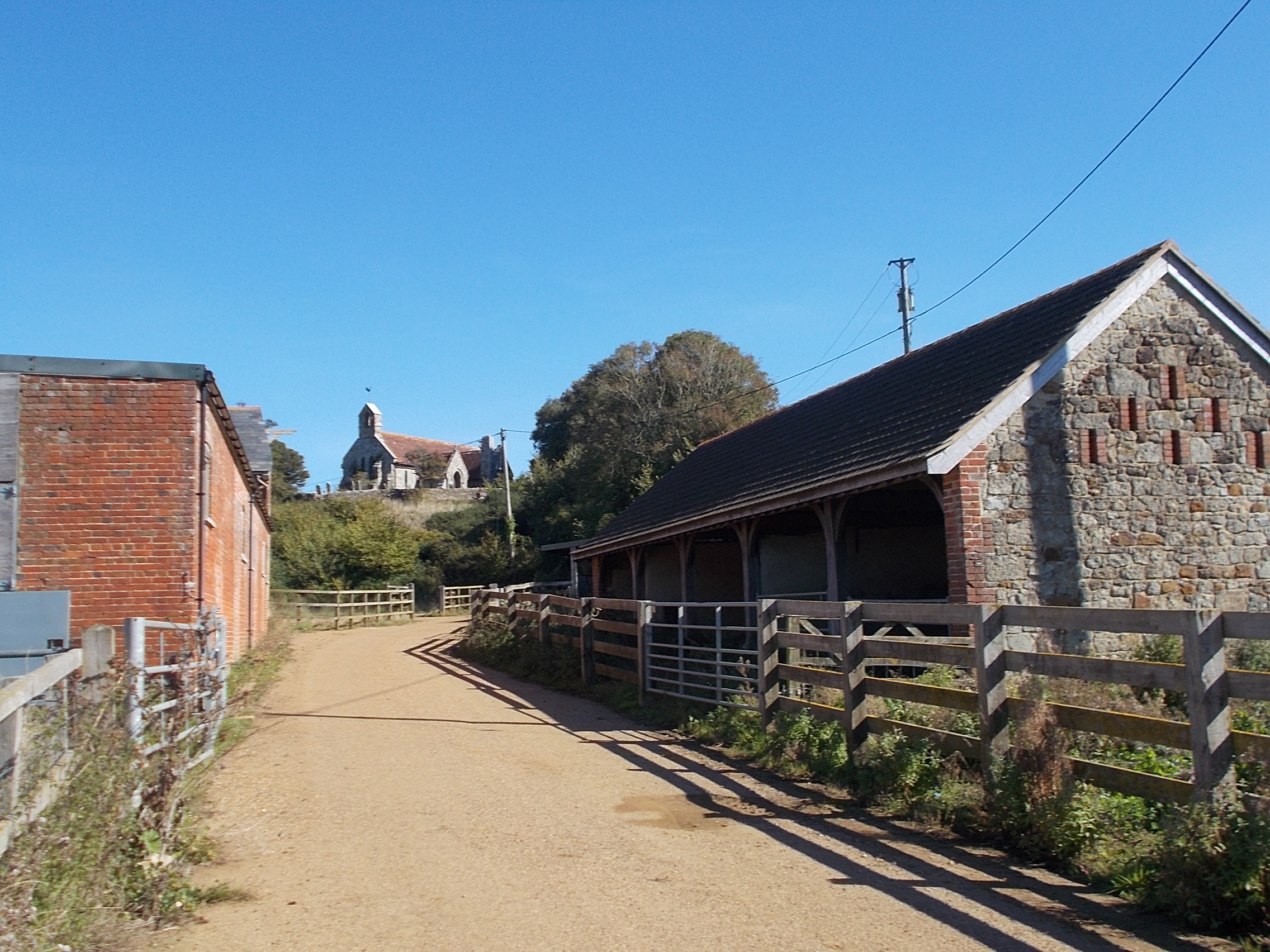
Hameau de Kingston, Île de Wright, en Angleterre.

Kingston est le nom de deux localités de l'Île de Wight, en Angleterre.
Le village de Kingston est situé à huit kilomètres au sud-ouest de Newport dans le sud-ouest de l'île.
L'endroit de East Cowes où se repose la rivière Medina immédiatement au sud de la ville est appelé Kingston.